# Watcharin Nuengprakaew
Watcharin Nuengprakaew (thailändisch วัชรินทร์ เนื่องพระแก้ว, * 18. Januar 1996 in Nakhon Ratchasima), auch als Toto bekannt, ist ein thailändischer Fußballspieler.

## Karriere
Watcharin Nuengprakaew erlernte das Fußballspielen in den Jugendmannschaften von Pak Chong City FC und Ayutthaya FC. Seinen ersten Vertrag unterschrieb er Mitte 2015 beim damaligen Zweitligisten Thai Honda Ladkrabang. 2016 wurde er mit dem Club Meister der Thai Premier League Division 1 und stieg somit in die erste Liga auf. Nach der Hinserie 2017 verließ er Thai Honda und schloss sich dem Ligakonkurrenten Chiangrai United aus Chiangrai an. Mit Chiangrai gewann er 2017 den FA Cup und stand im Finale des Thai League Cup. 2018 wurde er die Hinserie an den Zweitligisten Sisaket FC nach Sisaket ausgeliehen. Die Rückserie 2018 spielte er in Chiang Mai beim Drittligisten JL Chiangmai United FC. Mit Chiangmai wurde er Meister der Thai League 3 und stieg somit in die zweite Liga auf. Der Erstligaaufsteiger Chiangmai FC lieh ihn die Hinserie der Saison 2019 aus. Die Rückserie spielte er ebenfalls auf Leihbasis beim Zweitligisten Rayong FC in Rayong. Mit Rayong wurde er am Ende der Saison Tabellendritter und stieg somit in die erste Liga auf. Nach Vertragsende in Chiangrai wurde er von Rayong Anfang 2020 fest verpflichtet. Nach zwölf Erstligaspielen für Rayong unterschrieb er Anfang 2021 einen Vertrag beim Ligakonkurrenten Sukhothai FC. Ende der Saison musste er mit dem Verein aus Sukhothai (Stadt)Sukhothai in die zweite Liga absteigen. Für den Erstligisten bestritt er sechs Ligaspiele. Im Juni 2021 wechselte er zu seinem ehemaligen Verein Chiangmai FC. 18-mal stand er für Chiangmai in der zweiten Liga auf dem Rasen. Im Juni 2022 wechselte er ablösefrei zum Zweitligaaufsteiger Nakhon Si United FC. Für den Klub aus Nakhon Si Thammarat bestritt er 17 Zweitligaspiele. Zu Beginn der Saison 2023/24 unterschrieb er im Juni 2023 einen Vertrag beim Erstligaabsteiger Nakhon Ratchasima FC. Am Ende der Saison 2023/24 feierte er mit Nakhon Ratchasima die Meisterschaft der zweiten Liga sowie den direkten Wiederaufstieg in die erste Liga. Nach zwei Spielzeiten, in denen er 34 Ligaspiele bestritt, wurde sein Vertrag im Sommer 2025 nicht verlängert. Ende Juni 2025 nahm ihn der Zweitligist Bangkok FC unter Vertrag.

## Erfolge
Thai Honda Ladkrabang
- Thailändischer Zweitligameister: 2016  ▲

Chiangrai United
- Thailändischer Pokalsieger: 2017

- Thailändischer Ligapokalfinalist: 2017

JL Chiangmai United FC
- Thai League 3 - Upper: 2018  ▲

Rayong FC
- Thai League 2: 2019 (3. Platz)  ▲

Nakhon Ratchasima FC
- Thailändischer Zweitligameister: 2023/24  ▲